# 17049 Мірон
17049 Мірон (17049 Miron) — астероїд головного поясу, відкритий 19 березня 1999 року.
Тіссеранів параметр щодо Юпітера — 3,440.